# 巣雲院 (美濃加茂市)
巣雲院（そううんいん）は岐阜県美濃加茂市蜂屋町にあった聖観世音菩薩を本尊とする臨済宗妙心寺派の寺院。山号は神護山。中濃八十八ヶ所霊場第72番札所。
文明10年（1478年）、悟渓宗頓の法嗣で瑞林寺2世の仁済宗恕を勧請開山として鏡隠により開かれる。神仏分離以前は天神神社の神宮寺であった。室町時代のものとみられる宝篋印塔や江戸時代の五輪塔があり、15名が住持として名を連ねたが、平成30年（2018年）に廃寺となり法人格を喪失した。札所は瑞林寺が代行している。